# Košík
Košík (deutsch Koschik) ist eine Gemeinde in Tschechien. Sie liegt 16 Kilometer nordöstlich von Nymburk und gehört zum Okres Nymburk.

## Geographie
Košík befindet sich am Bach Sovoluský potok auf der Ostböhmischen Tafel. Nordwestlich erhebt sich der Hügel Ostrá hůrka (287 m).
Nachbarorte sind Malý Košík und Tuchom im Norden, Nová Hasina im Nordosten, Stará Hasina und Podolí im Osten, Rožďalovice, Zámostí und Podlužany im Südosten, Alexandrov und Doubravany im Süden, Mcely im Südwesten, Prachovna und Seletice im Westen sowie Sovolusky im Nordwesten.

## Geschichte
Die erste schriftliche Erwähnung des Dorfes erfolgte im Jahre 1420.
Nach der Aufhebung der Patrimonialherrschaften bildete Košík ab 1850 einen Ortsteil der Gemeinde Tuchom im Bezirk Jičín. 1897 entstand die politische Gemeinde Košík. Seit 1961 gehört die Gemeinde zum Okres Nymburk, zugleich wurden Seletice, Sovolusky, Tuchom und Doubravany eingemeindet. 1990 löste sich Seletice wieder los.

## Gemeindegliederung
Die Gemeinde Košík besteht aus den Ortsteilen Doubravany (Doubrawan), Košík (Koschik), Sovolusky (Sowolusk) und Tuchom sowie den Ortslagen Alexandrov (Alexanderhof) und Malý Košík (Klein Koschik).

## Sehenswürdigkeiten
- Kapelle der hl. Katharina in Sovolusky
- Sandsteinernes Kreuz am Dorfplatz von Sovolusky
- Kapelle in Tuchom
- Kruzifix in Košík